# Bourbon Street Jazzband
Bourbon Street Jazzband er et dansk jazzorkester med base i Midt-og Østjylland. Stiftet 1956 af Gerhard Ellerbæk, kornet og Kurt Heegaard Jacobsen, banjo, guitar og sang.
| Musikgruppe | Spire Denne artikel om en dansk musikgruppe er en spire som bør udbygges. Du er velkommen til at hjælpe Wikipedia ved at udvide den. |